# Biološka antropologija

Biološka antropologija ili fizička antropologija (grč. βiοs- bios = život + άνθρος - anthropos = čovjek + λoγοs - logos = znanost, znanje, učenje) proučava mehanizme biološke evolucije, genetsko nasljeđe, ljudsku prilagodljivost i varijabilnost, primatologiju, morfologiju primata, kao i fosilne ostatke ljudske evolucije.
To je temeljna biološka znanost čiji je predmet istraživanja čovjek, te njegovi izumrli preci hominini i gledano iz evolucijske perspektive, srodni neljudski primati. Bioantropologija uključuje niz problemskih znanstvenih disciplina, kao što su: molekularna biologija, citologija, histologija, anatomija, genetika, fiziologija, ekologija do ljudske evolucije i paleoantropologije. U tim se područjima ljudska biologija preklapa i difuzno prožima s drugim prirodnim znanostima (kemija, fizika, geologija itd.) te matematičkim i računalnim znanostima.
Primijenjena bioantropologija ima nekoliko vrlo važnih područja djelovanja, na temelju kojih se izdvajaju: medicinska, forenzička, industrijska antropologija itd.
Biološka antropologija razvila se u 19. stoljeću, prije uspona Darwinove teorije prirodne selekcije, također poznate kao teorija evolucije, i prije Mendelove teorije genetike. Fizička antropologija također je dobila ime po tome što su svi njezini podaci fizički (fosili, osobito ljudske kosti). S usponom Darwinove teorije i moderne sinteze, antropolozi su dobili pristup novim oblicima podataka, a mnogi od njih sebe su nazvali "biološkim antropolozima".
Neke od ranih grana fizičke antropologije, poput rane antropometrije, sada se odbacuju kao pseudoznanosti. Mjerni podaci poput cefalnog indeksa koristili su se za izvođenje osobina ponašanja. Dva od najranijih utemeljitelja fizičke antropologije su: Paul Broca i Franz Boas.